# انگ لی
انگ لی (به چینی: 李安) (زاده ۲۳ اکتبر ۱۹۵۴) کارگردان چینی متولد تایوان است. انگ لی در سال ۲۰۰۵ برای فیلم کوهستان بروکبک و در سال ۲۰۱۲ برای فیلم زندگی پی برنده جایزه اسکار بهترین کارگردانی شد.

## فیلم‌شناسی
| سال  | عنوان فیلم                           | کارگردان | تهیه‌کننده | فیلم‌نامه‌نویس | تدوین | هنرپیشه |
| ---- | ------------------------------------ | -------- | --------- | ------------ | ----- | ------- |
| ۱۹۹۱ | دست‌های قدرت                          | آری      |           | آری          | آری   |         |
| ۱۹۹۳ | ضیافت عروسی                          | آری      |           | آری          |       | آری     |
| ۱۹۹۴ | بخور بنوش مرد زن                     | آری      |           | آری          | آری   |         |
| ۱۹۹۵ | عقل و احساس                          | آری      |           |              |       |         |
| ۱۹۹۵ | سیائو یو                             |          | آری       | آری          |       |         |
| ۱۹۹۷ | طوفان یخ                             | آری      |           |              |       |         |
| ۱۹۹۹ | سواری با اهریمن                      | آری      |           |              |       |         |
| ۲۰۰۰ | ببر خیزان، اژدهای پنهان              | آری      | آری       |              |       |         |
| ۲۰۰۲ | مبعوث                                | آری      |           |              |       |         |
| ۲۰۰۳ | هالک                                 | آری      |           |              |       |         |
| ۲۰۰۵ | کوهستان بروکبک                       | آری      |           |              |       |         |
| ۲۰۰۷ | شهوت، احتیاط                         | آری      | آری       |              |       |         |
| ۲۰۰۹ | به دست آوردن وودستاک                 | آری      | آری       |              |       |         |
| ۲۰۱۲ | زندگی پی                             | آری      | آری       |              |       | کمیو    |
| ۲۰۱۶ | پیاده‌روی طولانی بیلی لین بین دو نیمه | آری      | آری       |              |       |         |
| ۲۰۱۹ | مرد ماه جوزا                         | آری      |           |              |       |         |

## همکاران چندباره
| سال  | عنوان                                | جیمز شیمس | جیمز شیمس    | تیم اسکوایرز | میخائل دانا | دنی الفمن |
| سال  | عنوان                                | تهیه‌کننده | فیلم‌نامه‌نویس | تدوین        | موسیقی      | موسیقی    |
| ---- | ------------------------------------ | --------- | ------------ | ------------ | ----------- | --------- |
| ۱۹۹۱ | دست‌های قدرت                          | آری       | آری          | آری          |             |           |
| ۱۹۹۳ | ضیافت عروسی                          | آری       | آری          | آری          |             |           |
| ۱۹۹۴ | بخور بنوش مرد زن                     | آری       | آری          | آری          |             |           |
| ۱۹۹۵ | عقل و احساس                          | آری       |              | آری          |             |           |
| ۱۹۹۷ | طوفان یخ                             | آری       | آری          | آری          | آری         |           |
| ۱۹۹۹ | سواری با اهریمن                      | آری       | آری          | آری          | آری         |           |
| ۲۰۰۰ | ببر خیزان، اژدهای پنهان              | آری       | آری          | آری          |             |           |
| ۲۰۰۳ | هالک                                 | آری       | آری          | آری          |             | آری       |
| ۲۰۰۵ | کوهستان بروکبک                       | آری       |              |              |             |           |
| ۲۰۰۷ | شهوت، احتیاط                         | آری       | آری          | آری          |             |           |
| ۲۰۰۹ | گرفتن وودستاک                        | آری       | آری          | آری          |             | آری       |
| ۲۰۱۲ | زندگی پی                             |           |              | آری          | آری         |           |
| ۲۰۱۶ | پیاده‌روی طولانی بیلی لین بین دو نیمه |           |              | آری          | آری         |           |

## جوایز
| سال   | عنوان فیلم              | نامزدی اسکار | برنده اسکار | نامزدی بفتا | برنده بفتا | نامزدی گلدن گلوب | برنده گلدن گلوب |
| ----- | ----------------------- | ------------ | ----------- | ----------- | ---------- | ---------------- | --------------- |
| ۱۹۹۳  | ضیافت عروسی             | ۱            |             |             |            | ۱                |                 |
| ۱۹۹۴  | بخور بنوش مرد زن        | ۱            |             | ۱           |            | ۱                |                 |
| ۱۹۹۵  | عقل و احساس             | ۷            | ۱           | ۱۲          | ۳          | ۶                | ۲               |
| ۱۹۹۷  | طوفان یخ                |              |             | ۲           | ۱          | ۱                |                 |
| ۲۰۰۰  | ببر خیزان، اژدهای پنهان | ۱۰           | ۴           | ۱۴          | ۴          | ۳                | ۲               |
| ۲۰۰۵  | کوهستان بروکبک          | ۸            | ۳           | ۹           | ۴          | ۷                | ۴               |
| ۲۰۰۷  | شهوت، احتیاط            |              |             | ۲           |            | ۱                |                 |
| ۲۰۱۲  | زندگی پی                | ۱۱           | ۴           | ۹           | ۲          | ۳                | ۱               |
| مجموع |                         | ۳۸           | ۱۲          | ۴۹          | ۱۴         | ۲۳               | ۹               |

### جوایز و نامزدی‌های انگ لی
| جایزه                          | دسته                                               | سال  | عنوان                   | نتیجه    |
| ------------------------------ | -------------------------------------------------- | ---- | ----------------------- | -------- |
| جایزه اسکار                    | جایزه اسکار بهترین فیلم خارجی‌زبان                  | ۱۹۹۳ | ضیافت عروسی             | نامزدشده |
| جایزه اسکار                    | جایزه اسکار بهترین فیلم خارجی‌زبان                  | ۱۹۹۴ | بخور بنوش مرد زن        | نامزدشده |
| جایزه اسکار                    | جایزه اسکار بهترین فیلم خارجی‌زبان                  | ۲۰۰۰ | ببر خیزان، اژدهای پنهان | برنده    |
| جایزه اسکار                    | جایزه اسکار بهترین فیلم                            | ۲۰۰۰ | ببر خیزان، اژدهای پنهان | نامزدشده |
| جایزه اسکار                    | جایزه اسکار بهترین فیلم                            | ۲۰۰۵ | کوهستان بروکبک          | نامزدشده |
| جایزه اسکار                    | جایزه اسکار بهترین فیلم                            | ۲۰۱۲ | زندگی پی                | نامزدشده |
| جایزه اسکار                    | جایزه اسکار بهترین کارگردانی                       | ۲۰۰۰ | ببر خیزان، اژدهای پنهان | نامزدشده |
| جایزه اسکار                    | جایزه اسکار بهترین کارگردانی                       | ۲۰۰۵ | کوهستان بروکبک          | برنده    |
| جایزه اسکار                    | جایزه اسکار بهترین کارگردانی                       | ۲۰۱۲ | زندگی پی                | برنده    |
| جشنواره بین‌المللی فیلم کن      | نخل طلا                                            | ۱۹۹۷ | طوفان یخ                | نامزدشده |
| جشنواره بین‌المللی فیلم کن      | نخل طلا                                            | ۲۰۰۹ | گرفتن وودستاک           | نامزدشده |
| جشنواره بین‌المللی فیلم برلین   | خرس طلایی                                          | ۱۹۹۳ | ضیافت عروسی             | برنده    |
| جشنواره بین‌المللی فیلم برلین   | خرس طلایی                                          | ۱۹۹۶ | عقل و احساس             | برنده    |
| جشنواره فیلم ونیز              | شیر طلایی                                          | ۲۰۰۵ | کوهستان بروکبک          | برنده    |
| جشنواره فیلم ونیز              | شیر طلایی                                          | ۲۰۰۷ | شهوت، احتیاط            | برنده    |
| جایزه گلدن گلوب                | بهترین فیلم خارجی‌زبان                              | ۱۹۹۳ | ضیافت عروسی             | نامزدشده |
| جایزه گلدن گلوب                | بهترین فیلم خارجی‌زبان                              | ۱۹۹۴ | بخور بنوش مرد زن        | نامزدشده |
| جایزه گلدن گلوب                | بهترین فیلم خارجی‌زبان                              | ۲۰۰۱ | ببر خیزان، اژدهای پنهان | برنده    |
| جایزه گلدن گلوب                | بهترین فیلم خارجی‌زبان                              | ۲۰۰۸ | شهوت، احتیاط            | نامزدشده |
| جایزه گلدن گلوب                | جایزه گلدن گلوب بهترین فیلم درام                   | ۲۰۱۲ | زندگی پی                | نامزدشده |
| جایزه گلدن گلوب                | جایزه گلدن گلوب بهترین کارگردانی                   | ۱۹۹۶ | عقل و احساس             | نامزدشده |
| جایزه گلدن گلوب                | جایزه گلدن گلوب بهترین کارگردانی                   | ۲۰۰۱ | ببر خیزان، اژدهای پنهان | برنده    |
| جایزه گلدن گلوب                | جایزه گلدن گلوب بهترین کارگردانی                   | ۲۰۰۶ | کوهستان بروکبک          | برنده    |
| جایزه گلدن گلوب                | جایزه گلدن گلوب بهترین کارگردانی                   | ۲۰۱۲ | زندگی پی                | نامزدشده |
| جوایز فیلم بفتا                | بهترین فیلم غیر انگلیسی زبان                       | ۱۹۹۵ | بخور بنوش مرد زن        | نامزدشده |
| جوایز فیلم بفتا                | بهترین فیلم غیر انگلیسی زبان                       | ۲۰۰۱ | ببر خیزان، اژدهای پنهان | برنده    |
| جوایز فیلم بفتا                | بهترین فیلم غیر انگلیسی زبان                       | ۲۰۰۸ | شهوت، احتیاط            | نامزدشده |
| جوایز فیلم بفتا                | جایزه بفتای بهترین فیلم                            | ۱۹۹۶ | عقل و احساس             | برنده    |
| جوایز فیلم بفتا                | جایزه بفتای بهترین فیلم                            | ۲۰۰۱ | ببر خیزان، اژدهای پنهان | نامزدشده |
| جوایز فیلم بفتا                | جایزه بفتای بهترین فیلم                            | ۲۰۱۲ | زندگی پی                | نامزدشده |
| جوایز فیلم بفتا                | جایزه دیوید لین بهترین کارگردانی                   | ۱۹۹۶ | عقل و احساس             | نامزدشده |
| جوایز فیلم بفتا                | جایزه دیوید لین بهترین کارگردانی                   | ۲۰۰۱ | ببر خیزان، اژدهای پنهان | برنده    |
| جوایز فیلم بفتا                | جایزه دیوید لین بهترین کارگردانی                   | ۲۰۰۶ | کوهستان بروکبک          | برنده    |
| جوایز فیلم بفتا                | جایزه دیوید لین بهترین کارگردانی                   | ۲۰۱۲ | زندگی پی                | نامزدشده |
| جایزه انجمن تهیه‌کنندگان آمریکا | جایزه پی‌جی‌ای – فیلم‌های سینمایی                     | ۲۰۰۱ | ببر خیزان، اژدهای پنهان | نامزدشده |
| جایزه انجمن تهیه‌کنندگان آمریکا | جایزه پی‌جی‌ای – فیلم‌های سینمایی                     | ۲۰۰۶ | کوهستان بروکبک          | برنده    |
| جایزه انجمن تهیه‌کنندگان آمریکا | جایزه پی‌جی‌ای – فیلم‌های سینمایی                     | ۲۰۱۲ | زندگی پی                | نامزدشده |
| جایزه گزینش منتقدان فیلم       | جایزه سینمایی انتخاب منتقدان برای بهترین کارگردانی | ۲۰۰۶ | کوهستان بروکبک          | برنده    |
| جایزه گزینش منتقدان فیلم       | جایزه سینمایی انتخاب منتقدان برای بهترین کارگردانی | ۲۰۱۲ | زندگی پی                | نامزدشده |
| جایزه انجمن کارگردانان آمریکا  | جایزه دی‌جی‌ای – فیلم‌های سینمایی                     | ۱۹۹۶ | عقل و احساس             | نامزدشده |
| جایزه انجمن کارگردانان آمریکا  | جایزه دی‌جی‌ای – فیلم‌های سینمایی                     | ۲۰۰۱ | ببر خیزان، اژدهای پنهان | برنده    |
| جایزه انجمن کارگردانان آمریکا  | جایزه دی‌جی‌ای – فیلم‌های سینمایی                     | ۲۰۰۶ | کوهستان بروکبک          | برنده    |
| جایزه انجمن کارگردانان آمریکا  | جایزه دی‌جی‌ای – فیلم‌های سینمایی                     | ۲۰۱۲ | زندگی پی                | نامزدشده |
| جایزه ایندیپندنت اسپیریت       | بهترین فیلم بلند                                   | ۱۹۹۴ | ضیافت عروسی             | نامزدشده |
| جایزه ایندیپندنت اسپیریت       | بهترین فیلم بلند                                   | ۲۰۰۱ | ببر خیزان، اژدهای پنهان | برنده    |
| جایزه ایندیپندنت اسپیریت       | بهترین کارگردان                                    | ۱۹۹۴ | ضیافت عروسی             | نامزدشده |
| جایزه ایندیپندنت اسپیریت       | بهترین کارگردان                                    | ۱۹۹۵ | بخور بنوش مرد زن        | نامزدشده |
| جایزه ایندیپندنت اسپیریت       | بهترین کارگردان                                    | ۲۰۰۱ | ببر خیزان، اژدهای پنهان | برنده    |
| جایزه ایندیپندنت اسپیریت       | بهترین کارگردان                                    | ۲۰۰۶ | کوهستان بروکبک          | برنده    |
| جایزه ایندیپندنت اسپیریت       | بهترین فیلم‌نامه                                    | ۱۹۹۴ | ضیافت عروسی             | نامزدشده |
| جایزه ایندیپندنت اسپیریت       | بهترین فیلم‌نامه                                    | ۱۹۹۵ | بخور بنوش مرد زن        | نامزدشده |
| هیئت ملی بازبینی فیلم          | بهترین کارگردانی                                   | ۱۹۹۵ | عقل و احساس             | برنده    |
| هیئت ملی بازبینی فیلم          | بهترین کارگردانی                                   | ۲۰۰۵ | کوهستان بروکبک          | برنده    |
| جایزه ساترن                    | بهترین کارگردانی                                   | ۲۰۰۱ | ببر خیزان، اژدهای پنهان | نامزدشده |
| جایزه ساترن                    | بهترین کارگردانی                                   | ۲۰۱۲ | زندگی پی                | نامزدشده |
| جایزه ساترن                    | بهترین فیلم اکشن یا ماجراجویی                      | ۲۰۰۱ | ببر خیزان، اژدهای پنهان | برنده    |
| جایزه ساترن                    | بهترین فیلم علمی تخیلی                             | ۲۰۰۳ | هالک                    | نامزدشده |
| جایزه ساترن                    | بهترین فیلم فانتزی                                 | ۲۰۱۲ | زندگی پی                | برنده    |
| جایزه اکتا                     | بهترین کارگردانی – بین‌المللی                       | ۲۰۱۲ | زندگی پی                | نامزدشده |